# روبرت جاي كيرن
روبرت جاي كيرن (بالإنجليزية: Robert J. Kern)‏ هو مونتير أمريكي، ولد في 29 مارس 1885 في Wilton, Iowa ‏ في الولايات المتحدة، وتوفي في 30 مايو 1972 في أورانج في الولايات المتحدة.

## وصلات خارجية
- روبرت جاي كيرن على موقع IMDb (الإنجليزية)
- روبرت جاي كيرن على موقع ألو سيني (الفرنسية)
- روبرت جاي كيرن على موقع أول موفي (الإنجليزية)
- روبرت جاي كيرن على موقع قاعدة بيانات الأفلام السويدية (السويدية)
- روبرت جاي كيرن على موقع قاعدة بيانات الفيلم (الإنجليزية)
- روبرت جاي كيرن على موقع كينوبويسك (الروسية)